# Helarius Kisting
Pas d'image ? Cliquez ici

a Compétitions nationales et continentales officielles uniquement.

b Matchs officiels uniquement.
Dernière mise à jour le 28 septembre 2023.
Helarius Kisting, né le 13 janvier 1994 à Mariental, est un joueur international namibien de rugby à XV évoluant au poste de demi de mêlée au sein du Dinamo Bucarest.

## Biographie
Natif de Mariental, Helarius Kisting débute le rugby à l'école, au sein de la Danie Joubert Combined School, puis au sein du Mariental High School. En 2013 il quitte Mariental pour Windhoek afin d'y terminer son lycée, au sein du Windhoek Technical High School. Il entre ensuite au sein de l'University of Namibia RC en 2014, et débute la même année avec l'équipe de Namibie à sept. En 2017, il intègre la franchise des Welwitschias qui évoluent en Rugby Challenge, prémices à sa première sélection à XV, qui intervient lors de la Coupe d'Afrique de rugby à XV 2017.
Après deux saisons avec les Welwitschias, il part en Europe et intègre en 2018 les rangs des Luctonians, avant de rejoindre quelques mois plus tard le CSM Baia Mare, devenant le premier jouer namibien à évoluer dans le championnat roumain. Quelques mois plus tard, Baia Mare remporte le titre national. Dans la foulée, Helarius signe un contrat pour deux saisons complémentaires avec le club, de nouveau couronnées de succès. 
Entre temps, il est inclus dans l'effectif namibien pour la Coupe du monde 2019. Il y dispute trois rencontres, dont une en tant que titulaire face à la Nouvelle-Zélande. 
A la fin de son contrat avec Baia Mare, il décide de quitter le club. Il s'engage alors en faveur du Dinamo Bucarest. En 2023, il se blesse au bras lors des matchs de préparation à la Coupe du monde en Amérique du Sud. Initialement non inclus dans le groupe namibien pour le mondial, il est finalement appelé en dernière minute à la suite de la blessure de Chad Plato, lors de l'ultime rencontre de préparation qui se disputait face à la franchise des Bulls. Cependant toujours blessé, il est contraint de manquer les premiers matchs de la Namibie, et ne disputera finalement aucune rencontre du mondial. 

## Statistiques en équipe nationale
| Année | Compétition               | Matchs | Points | Essais |
| ----- | ------------------------- | ------ | ------ | ------ |
| 2017  | Coupe d'Afrique 2017      | 3      | 9      | 1      |
| 2017  | Test matchs               | 1      | -      | -      |
| 2018  | Test matchs               | 2      | 5      | 1      |
| 2019  | Coupe des Nations         | 2      | -      | -      |
| 2019  | Coupe du monde            | 3      | -      | -      |
| 2021  | Coupe d'Afrique 2021-2022 | 2      | 23     | 1      |
| 2022  | Test matchs               | 2      | 9      | 1      |
| 2023  | Test matchs               | 1      | -      | -      |
| 2023  | Coupe du monde            | 0      | -      | -      |
| Total | Total                     | 16     | 46     | 4      |

| Numéro | Date             | Lieu                                                        | Adversaire | Compétition               | Résultat | Score |
| ------ | ---------------- | ----------------------------------------------------------- | ---------- | ------------------------- | -------- | ----- |
| 1      | 1 juillet 2017   | Monastir                                                    | Tunisie    | Coupe d'Afrique 2017      | Victoire | 7-53  |
| 2      | 10 novembre 2018 | Stade Kouban, Krasnodar                                     | Russie     | Test match                | Défaite  | 47-20 |
| 3      | 7 juillet 2021   | Stade du Lycée d'excellence Alassane Ouattara, Grand-Bassam | Madagascar | Coupe d'Afrique 2021-2022 | Victoire | 10-52 |
| 4      | 19 novembre 2022 | NRCA Stadium, Amsterdam                                     | Canada     | Test match                | Victoire | 37-43 |